# Gypona tritana
Gypona tritana är en insektsart som beskrevs av Delong 1982. Gypona tritana ingår i släktet Gypona och familjen dvärgstritar. Inga underarter finns listade i Catalogue of Life.